# Петров, Александр Александрович (металлург)
Алекса́ндр Алекса́ндрович Петро́в (1937, Одесса — 21 февраля 2025) — советский и российский металлург.
С 1959 по 2018 годы работал на Челябинский электрометаллургический комбинат, начав карьеру с должности плавильщика до начальника ферросплавного цеха № 7.
Во время учёбы в УПИ, г. Свердловск, член сборной Свердловска (1956-1959), сборной РСФСР по волейболу, чемпион РСФСР по волейболу (1958). 

Семейное положение:
Женат с 1958 года. Супруга- Петрова (Ведешкина) Светлана Александровна.
Имеет двоих детей.

## Биография
- Во время учебы в Уральский политехнический институт (УПИ), игрок волейбольной команды «Буревестник» (Свердловск). Тренер – Александр Владимирович Кильчевский.
- В 1959 году окончил Уральский политехнический институт (УПИ), профессия инженер-металлург.
- С 26.06.1959 по 2018 год работал на ЧЭМКа. С мая 1973 года по февраль 1997 года - начальником ферросплавного цеха № 7. В 1978-1981 годах, заместитель директора по коммерческо-финансовым вопросам.
- В 1996 году награжден медалью "Ветеран труда СССР".
- В 1970 году награждён медалью «За доблестный труд. В ознаменование 100-летия со дня рождения Владимира Ильича Ленина»
- В 1974 году лауреат Челябинской областной премии им. Г.И.Носова
- В 1982 году за особые достижения в технологии ферросплавов награждён орденом «Знак Почета».
- В 1986 году присвоено звание "Почетный металлург СССР".
- В 1988 году награждён государственной премией Совета Министров СССР за выполнение комплексных научных исследований и разработку технологии реконструкции ферросплавных печей по выплавке кремнистых сплавов.
- В 2024 году номинирован на вручение знака отличия "Семейное счастье"  в связи с 65-летием супружеской жизни.